# Загублені світи 2001-го
«Загублені світи 2001-го» (англ. The Lost Worlds of 2001) — книга Артура Кларка (1972), опублікована як додаток до «2001: Космічна Одіссея».
Книга складається з записів Кларка (та переписувань), які не увійшли до оригінального видання, а також деяких сюжетів, виключених під час підготовки до друку. Основу книги, однак, містять уривки з чернетки роману та ранні записи, який не увійшли до остаточної версії. Елементами та частинами сюжету є альтернативні параметри для підготовки до старту, позакорабельна діяльність, під час якої загубився астронавт Френк Пул, і різні діалоги, які стосуються пристрою HAL 9000.
Також до книги потрапило оригінальне видання оповідання 1948 року «Страж», яке стало основою для майбутнього сценарію фільму.